# Estera

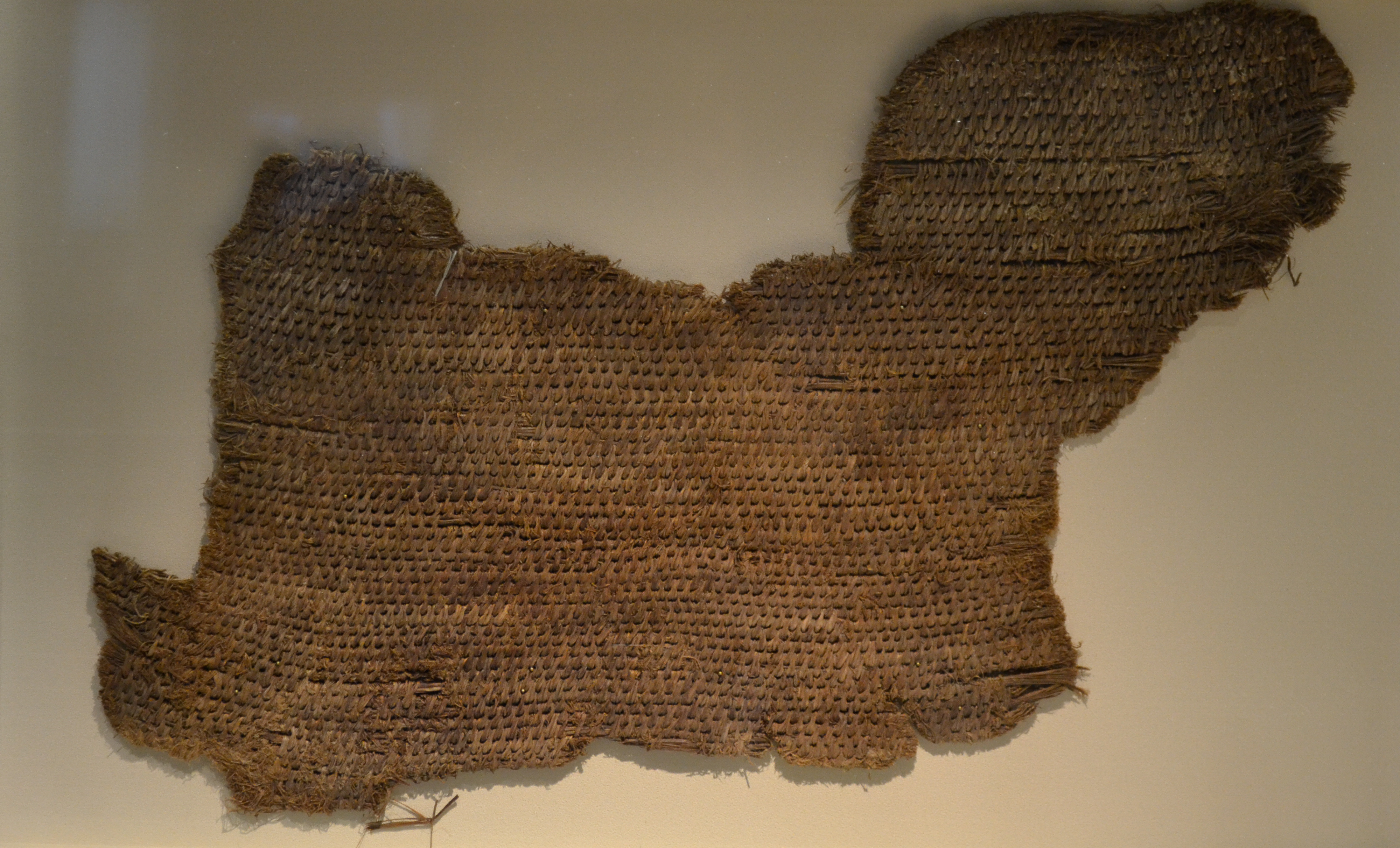
Fragmento de estera neolítica, en el Museo Arqueológico Nacional de España.

Una estera es una pieza tejida plana y flexible, generalmente de forma rectangular, fabricada con fibras vegetales u otros materiales similares, y empleada tradicionalmente como superficie para sentarse, dormir, cubrir suelos o empaquetar objetos. Se trata de uno de los objetos utilitarios más antiguos de la humanidad, con presencia en numerosas culturas y regiones del mundo.

## Materiales
Tradicionalmente, las esteras se han elaborado con materiales vegetales disponibles en el entorno local. Entre los más comunes se encuentran:
- Esparto (Stipa tenacissima)
- Junco (Juncus spp.)
- Palma (hojas de palmera)
- Carrizo
- Bambú
- Paja de arroz
- Cáñamo o yute

En el contexto contemporáneo, también se fabrican esteras con materiales sintéticos como PVC o polipropileno, especialmente para usos industriales o decorativos.

## Usos
Las esteras han tenido múltiples aplicaciones, tanto en entornos domésticos como en contextos productivos o rituales:
- Superficie de descanso: como base para dormir, sentarse o rezar, especialmente en culturas de Asia, África y América Latina.
- Revestimiento de suelos: en casas rurales o viviendas temporales.
- Elemento ritual o religioso: en contextos como la oración islámica (sajjāda), las ceremonias sintoístas o los tatami japoneses.
- Empaquetado y transporte: en la envoltura de productos agrícolas o manufacturados.
- Toldo o cortaviento: en estructuras rurales, mercados o zonas de sombra.
- Producción de alfombras: en algunos casos, como base de alfombras artesanales.

## Fabricación
El proceso de elaboración varía según el material y la técnica, pero tradicionalmente consiste en:
1. Recolección y secado de la fibra vegetal.
2. Trenzado, tejido o anudado a mano o con telares sencillos.
3. Acabado mediante prensado, ribeteado o tratamiento impermeabilizante.

En el sureste de la Península Ibérica, especialmente en localidades como Crevillente (Alicante), la producción de esteras de esparto y junco fue una actividad económica destacada desde la Edad Media, origen de una posterior industria textil más compleja basada en la fabricación de alfombras.

## Esteras en diferentes culturas
- En Japón, el tatami es una estera de paja tradicional que forma parte esencial de la arquitectura y etiqueta doméstica.
- En África subsahariana, se emplean para dormir, orar y como ofrendas rituales.
- En India y Pakistán, las esteras de palma o cáñamo son comunes en climas cálidos por su frescura y portabilidad.
- En América Latina, las esteras tejidas de palma han tenido usos domésticos y funerarios, especialmente en culturas precolombinas.